# 정개청
정개청(鄭介淸, 1529년 ~ 1590년 8월 26일(음력 7월 27일))은 조선 중기의 문신·학자이다. 본관은 고성(固城). 자는 의백(義伯), 호는 곤재(困齋). 나주 출신.
당대 호남의 명유(名儒)로 알려졌으나, 기축옥사에 연루되어 1590년 평안도 위원으로 유배되었고 함경도 경원으로 이배(移配)된 뒤 그곳에서 죽었다. 문집으로 《우득록(愚得錄)》이 있다.

## 관련 문화재
- 곤재 우득록 목판(전라남도 유형문화재 제146호)